# El Cenizo
El Cenizo is een plaats (city) in de Amerikaanse staat Texas, en valt bestuurlijk gezien onder Webb County.

## Demografie
Bij de volkstelling in 2000 werd het aantal inwoners vastgesteld op 3545.
In 2006 is het aantal inwoners door het United States Census Bureau geschat op 3654, een stijging van 109 (3,1%).

## Geografie
Volgens het United States Census Bureau beslaat de plaats een oppervlakte van
1,3 km², geheel bestaande uit land.

## Plaatsen in de nabije omgeving
De onderstaande figuur toont nabijgelegen plaatsen in een straal van 24 km rond El Cenizo.